# 2016年の世界ラリー選手権

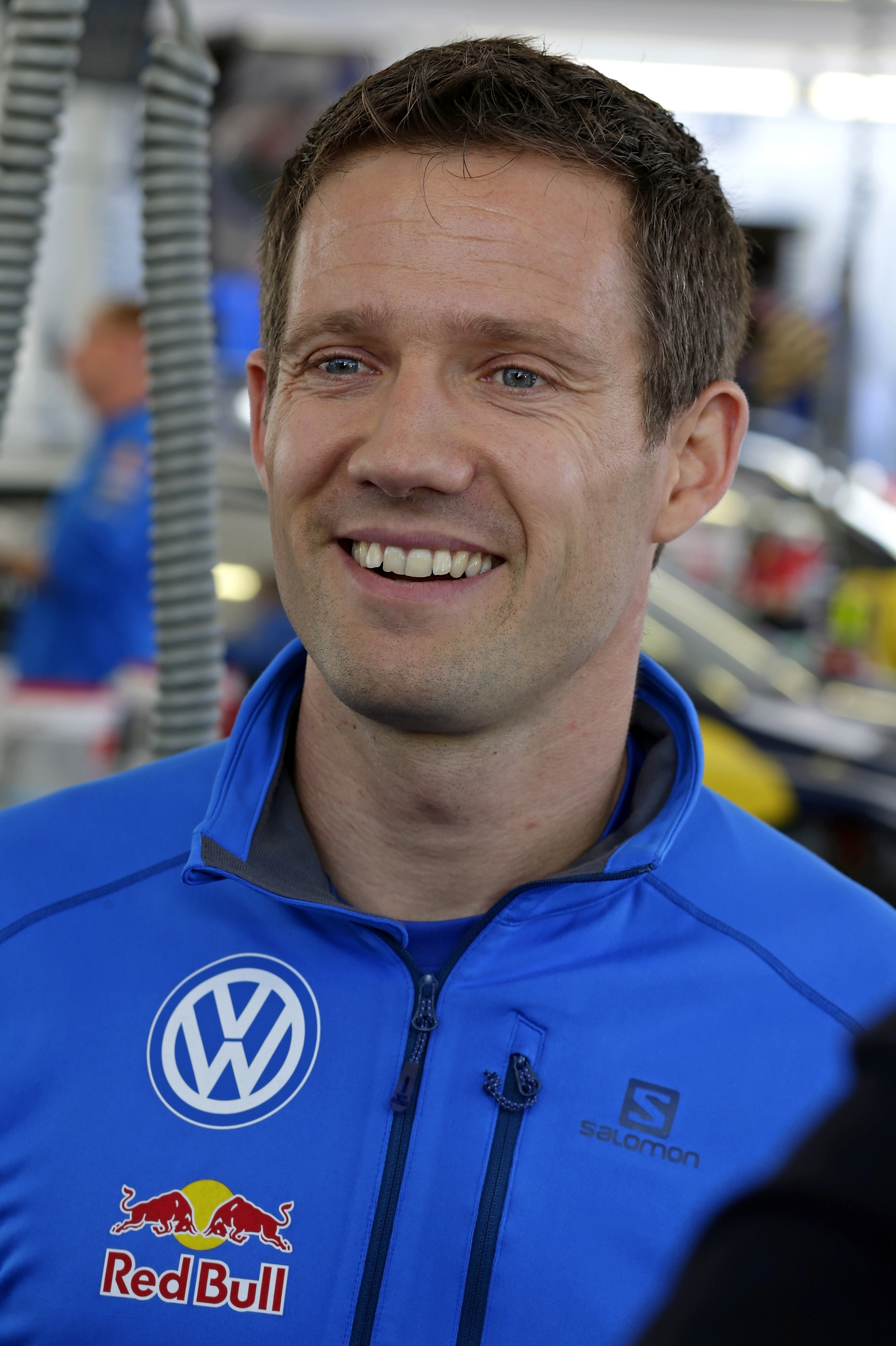
ドライバーズタイトル4連覇を達成したセバスチャン・オジェ

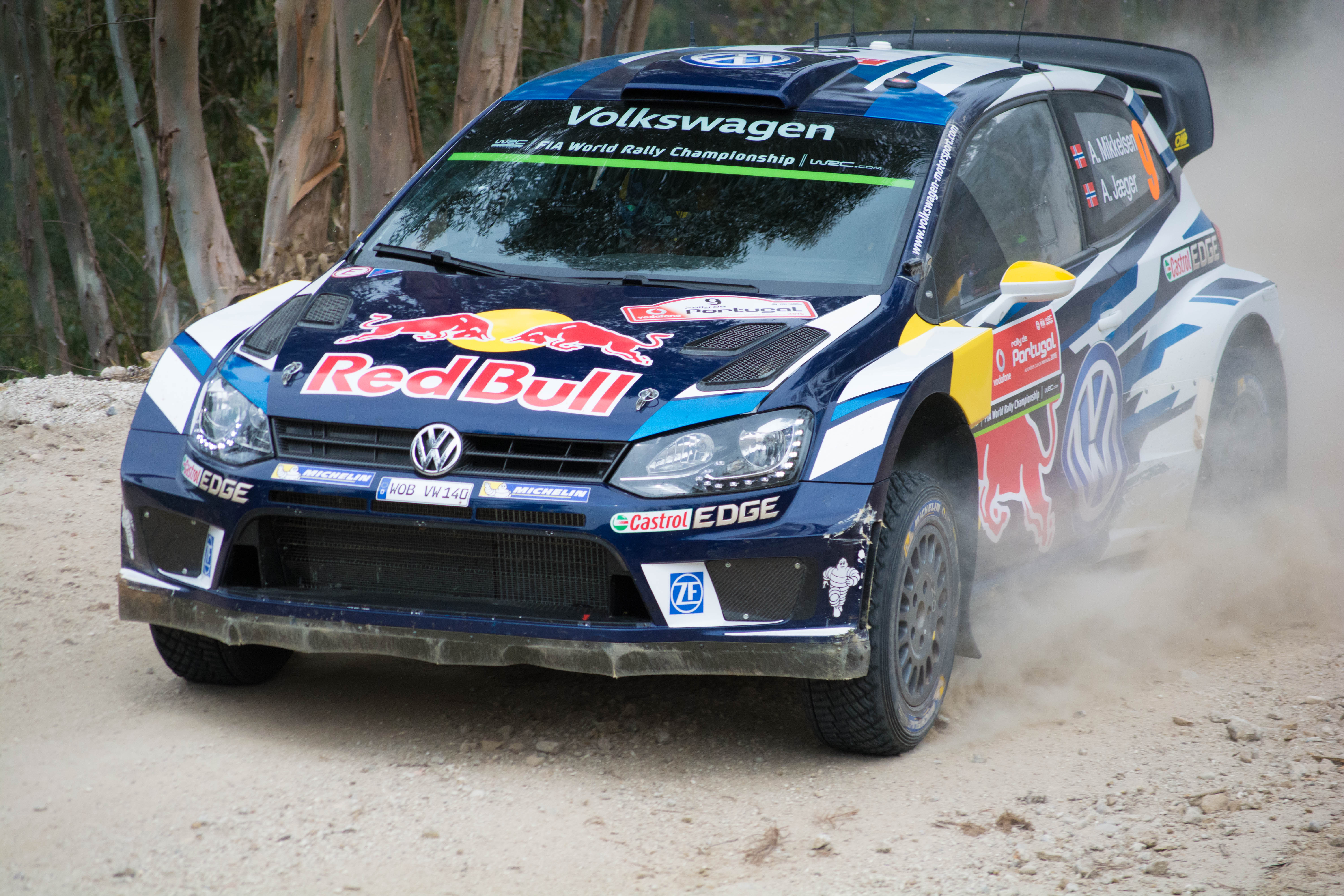
フォルクスワーゲン・ポロR WRC

2016年の世界ラリー選手権（2016 World Rally Championship season）は、FIA世界ラリー選手権の第44回大会である。シリーズは1月に行われる開幕戦ラリー・モンテカルロから11月に行われる最終戦ラリー・オーストラリアまで全13戦で争われ、WRC-2、WRC-3、ジュニアWRCがサポートシリーズとして開催される。

## 概要
2011年より導入された第二期ワールドラリーカー既定の最終年となる2016年は、フォルクスワーゲンがマニュファクチャラー選手権4連覇を達成。所属ドライバーのセバスチャン・オジェも同じく4連覇を達成した。かねてよりWRC撤退のうわさがあったフォルクスワーゲンは2019年まで参戦を継続することを表明したが、シーズン終盤の11月2日に2016年限りでのWRC活動終了を発表した。
今季はフォルクスワーゲンの3名のドライバー以外に、シトロエンのクリス・ミークが2勝、ヒュンダイのヘイデン・パッドンとティエリー・ヌービルが1勝ずつを挙げている。また、未勝利だったMスポーツも、オット・タナクがポーランドで優勝目前まで健闘した。これらの波乱が起きたラリーは、いずれも出走順が結果に影響するグラベルイベントだった。現行ルールではDAY2までポイントランキング順に出走するため、先頭走者で「掃除役」を強いられ続けたオジェは出走順ルールを批判した。

## 2016年のスケジュール
2015年11月に2016年の年間スケジュールが発表された。シリーズは2015年と同様のカレンダーで行われるが、これにチャイナ・ラリーが加えられた。ヨーロッパ、北米、南米、アジアおよびオーストラリアの5大陸で行われる。
| ラウンド    | 開催日          | ラリー                                          | 中心都市       | 路面       |
| ----------- | --------------- | ----------------------------------------------- | -------------- | ---------- |
| 1           | 1月22日-24日    | 第84回ラリー・オトモビール・モンテカルロ        | ギャップ       | ミックス   |
| 2           | 2月12日-14日    | 第64回ラリー・スウェーデン                      | カールスタッド | スノー     |
| 3           | 3月4日-6日      | 第30回ラリー・グアナファト・メキシコ            | レオン         | グラベル   |
| 4           | 4月22日-24日    | 第36回ラリー・アルゼンティーナ                  | カルロス・パス | グラベル   |
| 5           | 5月20日-22日    | 第50回ラリー・ド・ポルトガル                    | マトシニョス   | グラベル   |
| 6           | 6月10日-12日    | 第13回ラリー・ディタリア・サルデーニャ          | アルゲーロ     | グラベル   |
| 7           | 7月1日-3日      | 第73回ラリー・ポーランド                        | ミコワイキ     | グラベル   |
| 8           | 7月29日-31日    | 第66回ラリー・フィンランド                      | ユヴァスキュラ | グラベル   |
| 9           | 8月19日-21日    | 第34回ADACラリー・ドイチュラント                | トリーア       | ターマック |
| 10 （中止） | 9月9日-11日     | 第19回チャイナ・ラリー                          | 北京市         | グラベル   |
| 11          | 9月30日-10月2日 | 第59回ツール・ド・コルス-ラリー・ドゥ・フランス | バスティア     | ターマック |
| 12          | 10月14日-16日   | 第52回ラリー・RACC・カタルーニャ-コスタ・ドラダ | サロウ         | ミックス   |
| 13          | 10月28日-30日   | 第72回ウェールズ・ラリーGB                      | ディーサイド   | グラベル   |
| 14          | 11月18日-20日   | 第25回ラリー・オーストラリア                    | コフスハーバー | グラベル   |

### スケジュールの変更
- ラリー・オーストラリアは前年度の9月から11月に移動し、シリーズの最終戦となる[6]。
- 追加されたチャイナ・ラリーは1999年以来17年ぶりのWRCとしての開催となるはずだったが[7][8]、大雨の影響で中止となった[9]。

## 2016年の参加チームおよびドライバー
2016年シーズンのエントリーリストは以下の通り
| マニュファクチャラー                               | チーム                                 | タイヤ | 車番 | ドライバー               | コ・ドライバー                           | 出場ラウンド |
| -------------------------------------------------- | -------------------------------------- | ------ | ---- | ------------------------ | ---------------------------------------- | ------------ |
| フォルクスワーゲン (フォルクスワーゲン・ポロR WRC) | フォルクスワーゲン・モータースポーツ   | M      | 1    | セバスチャン・オジェ     | ジュリアン・イングラシア                 | 全戦         |
| フォルクスワーゲン (フォルクスワーゲン・ポロR WRC) | フォルクスワーゲン・モータースポーツ   | M      | 2    | ヤリ＝マティ・ラトバラ   | ミーッカ・アンッティラ                   | 全戦         |
| フォルクスワーゲン (フォルクスワーゲン・ポロR WRC) | フォルクスワーゲン・モータースポーツII | M      | 9    | アンドレアス・ミケルセン | アンデルス・イェーヤー＝シュンネヴォーグ | 全戦         |
| ヒュンダイ (ヒュンダイ・i20 WRC)                   | ヒュンダイ・モータースポーツ           | M      | 3    | ティエリー・ヌービル     | ニコラ・ジルスール                       | 1–4, 7–13    |
| ヒュンダイ (ヒュンダイ・i20 WRC)                   | ヒュンダイ・モータースポーツ           | M      | 3    | ヘイデン・パッドン       | ジョン・ケナード                         | 5–6          |
| ヒュンダイ (ヒュンダイ・i20 WRC)                   | ヒュンダイ・モータースポーツ           | M      | 4    | ダニ・ソルド             | マルク・マルティ                         | 1, 3–6, 9–12 |
| ヒュンダイ (ヒュンダイ・i20 WRC)                   | ヒュンダイ・モータースポーツ           | M      | 4    | ヘイデン・パッドン       | ジョン・ケナード                         | 2, 7–8, 13   |
| ヒュンダイ (ヒュンダイ・i20 WRC)                   | ヒュンダイ・モータースポーツN          | M      | 10   | ヘイデン・パッドン       | ジョン・ケナード                         | 1            |
| ヒュンダイ (ヒュンダイ・i20 WRC)                   | ヒュンダイ・モータースポーツN          | M      | 10   | ケヴィン・アブリング     | セバスチャン・マーシャル                 | 5–6, 11      |
| ヒュンダイ (ヒュンダイ・i20 WRC)                   | ヒュンダイ・モータースポーツN          | M      | 20   | ダニ・ソルド             | マルク・マルティ                         | 2, 7, 13     |
| ヒュンダイ (ヒュンダイ・i20 WRC)                   | ヒュンダイ・モータースポーツN          | M      | 20   | ヘイデン・パッドン       | ジョン・ケナード                         | 3–4, 9–12    |
| ヒュンダイ (ヒュンダイ・i20 WRC)                   | ヒュンダイ・モータースポーツN          | M      | 20   | ティエリー・ヌービル     | ニコラ・ジルスール                       | 5–6          |
| ヒュンダイ (ヒュンダイ・i20 WRC)                   | ヒュンダイ・モータースポーツN          | M      | 20   | ケヴィン・アブリング     | セバスチャン・マーシャル                 | 8            |
| Mスポーツ (フォード・フィエスタ RS WRC)            | Mスポーツ・ワールドラリーチーム        | M      | 5    | マッズ・オストベルグ     | オラ・フルエネ                           | 全戦         |
| Mスポーツ (フォード・フィエスタ RS WRC)            | Mスポーツ・ワールドラリーチーム        | M      | 6    | エリック・カミリ         | ニコラ・クリンジェ                       | 1–2          |
| Mスポーツ (フォード・フィエスタ RS WRC)            | Mスポーツ・ワールドラリーチーム        | M      | 6    | エリック・カミリ         | バンジャマン・ヴェラ                     | 3–13         |
| Mスポーツ (フォード・フィエスタ RS WRC)            | DMACKワールドラリーチーム              | D      | 12   | オィット・タナック       | ライゴ・モルデル                         | 全戦         |
| Mスポーツ (フォード・フィエスタ RS WRC)            | ジポカー・チェコ・ナショナルチーム     | P      | 21   | マルティン・プロコプ     | ヤン・トマーネク                         | 3, 5–6, 1    |
| Mスポーツ (フォード・フィエスタ RS WRC)            | ヤジード・レーシング                   | P      | 30   | ヤジード・アル＝ラジ     | マイケル・オーア                         | 2, 5–8, 12   |

| マニュファクチャラー                      | チーム                                     | タイヤ | 車番 | ドライバー                     | コ・ドライバー             | 出場ラウンド     |
| ----------------------------------------- | ------------------------------------------ | ------ | ---- | ------------------------------ | -------------------------- | ---------------- |
| シトロエン (シトロエン・DS3 WRC)          | アブダビ・トタル・ワールドラリーチーム     | M      | 7    | クリス・ミーク                 | ポール・ネイグル           | 1–2, 5, 8, 10–12 |
| シトロエン (シトロエン・DS3 WRC)          | アブダビ・トタル・ワールドラリーチーム     | M      | 7    | ステファン・ルフェーヴル       | ギャバン・モロー           | 7                |
| シトロエン (シトロエン・DS3 WRC)          | アブダビ・トタル・ワールドラリーチーム     | M      | 8    | ステファン・ルフェーヴル       | ギャバン・モロー           | 1, 5             |
| シトロエン (シトロエン・DS3 WRC)          | アブダビ・トタル・ワールドラリーチーム     | M      | 8    | クレイグ・ブリーン             | スコット・マーティン       | 7–8, 10–12       |
| シトロエン (シトロエン・DS3 WRC)          | アブダビ・トタル・ワールドラリーチーム     | M      | 10   | ステファン・ルフェーヴル       | ギャバン・モロー           | 9                |
| シトロエン (シトロエン・DS3 WRC)          | アブダビ・トタル・ワールドラリーチーム     | M      | 14   | ハリド・アル・クァシミ         | クリス・パターソン         | 2, 5, 8, 12      |
| シトロエン (シトロエン・DS3 WRC)          | アブダビ・トタル・ワールドラリーチーム     | M      | 14   | ステファン・ルフェーヴル       | ジル・ドゥ・テュルクアイム | 13               |
| シトロエン (シトロエン・DS3 WRC)          | アブダビ・トタル・ワールドラリーチーム     | M      | 15   | クレイグ・ブリーン             | スコット・マーティン       | 2                |
| シトロエン (シトロエン・DS3 WRC)          | アブダビ・トタル・ワールドラリーチーム     | M      | 15   | マルコス・リガト               | ルベン・ガルシア           | 4, 8             |
| シトロエン (シトロエン・DS3 WRC)          | アブダビ・トタル・ワールドラリーチーム     | M      | 16   | カンタン・ジルベール           | ルノー・ジャムール         | 13               |
| シトロエン (シトロエン・DS3 WRC)          | アブダビ・トタル・ワールドラリーチーム     | M      | 83   | ホセ・アルベルト・ニコラス     | ミゲル・レカルト           | 4                |
| シトロエン (シトロエン・DS3 WRC)          | アブダビ・トタル・ワールドラリーチーム     | M      | 83   | ホセ・アルベルト・ニコラス     | レオナルド・スアジャ       | 8                |
| シトロエン (シトロエン・DS3 WRC)          | D-Maxレーシング                            | P      | 18   | フェリーチェ・レー             | マーラ・バリャーニ         | 1                |
| フォード (フォード・フィエスタ RS WRC)    | アダプタ・モータースポート                 | M      | 15   | ヘニング・ソルベルグ           | イルカ・ミーノア           | 2, 4–7, 12       |
| フォード (フォード・フィエスタ RS WRC)    | BRCレーシングチーム                        | P      | 16   | ロバート・クビサ               | マチェク・シュチェパニアク | 1                |
| フォード (フォード・フィエスタ RS WRC)    | モータースポート・イタリア                 | P      | 16   | ベニート・イバン・ゲラ・ラタピ | ボルハ・ロサーダ           | 3                |
| フォード (フォード・フィエスタ RS WRC)    | Mスポーツ・ワールドラリーチーム            | M      | 17   | ブリアン・ブフィエ             | ヴィクトル・ベッロット     | 1                |
| フォード (フォード・フィエスタ RS WRC)    | ジポカー・チェコ・ナショナルチーム         | P      | 22   | ヤロスラヴ・メリハーレク       | エリク・メリハーレク       | 5                |
| フォード (フォード・フィエスタ RS WRC)    | FWRT                                       | P      | 37   | ロレンツォ・ベルテッリ         | シモーネ・スカットリン     | 1–4, 6–8, 10–13  |
| フォード (フォード・フィエスタ RS WRC)    | A-Styleチーム                              | P      | 81   | フェデリカ・デッラ・カーザ     | ドメニコ・ポッツィ         | 6                |
| フォード (フォード・フィエスタ RS WRC)    | ATラリーチーム                             | P      | 81   | アレクスィイ・タムラゾフ       | ニコラ・アレーナ           | 8                |
| フォード (フォード・フィエスタ RS WRC)    | アブドゥッラー・アル・カシミ・ラリーチーム | M      | 81   | ハリド・アル・カシミ           | スティーヴ・ランカスター   | 8, 12            |
| フォード (フォード・フィエスタ RS WRC)    | デルタ・ラリー                             | P      | 83   | ロベルト・トノーニ             | パオロ・コミーニ           | 6                |
| フォード (フォード・フィエスタ RS WRC)    | Tokシュポルト・ワールドラリーチーム        | D      | 84   | マッティ・コスケロ             | ラミ・スオルサ             | 8                |
| ミニ (ミニ・ジョン クーパー ワークス WRC) | ユーロランプ・ワールドラリーチーム         | P      | 18   | ヴァレリィ・ゴルバン           | ウォロディミル・コルシア   | 2–8, 11–12       |
| ミニ (ミニ・ジョン クーパー ワークス WRC) | ユーロランプ・ワールドラリーチーム         | P      | 82   | メイト・マーレンド             | ミーケル・カップ           | 2, 6             |

### マニュファクチャラーの変更

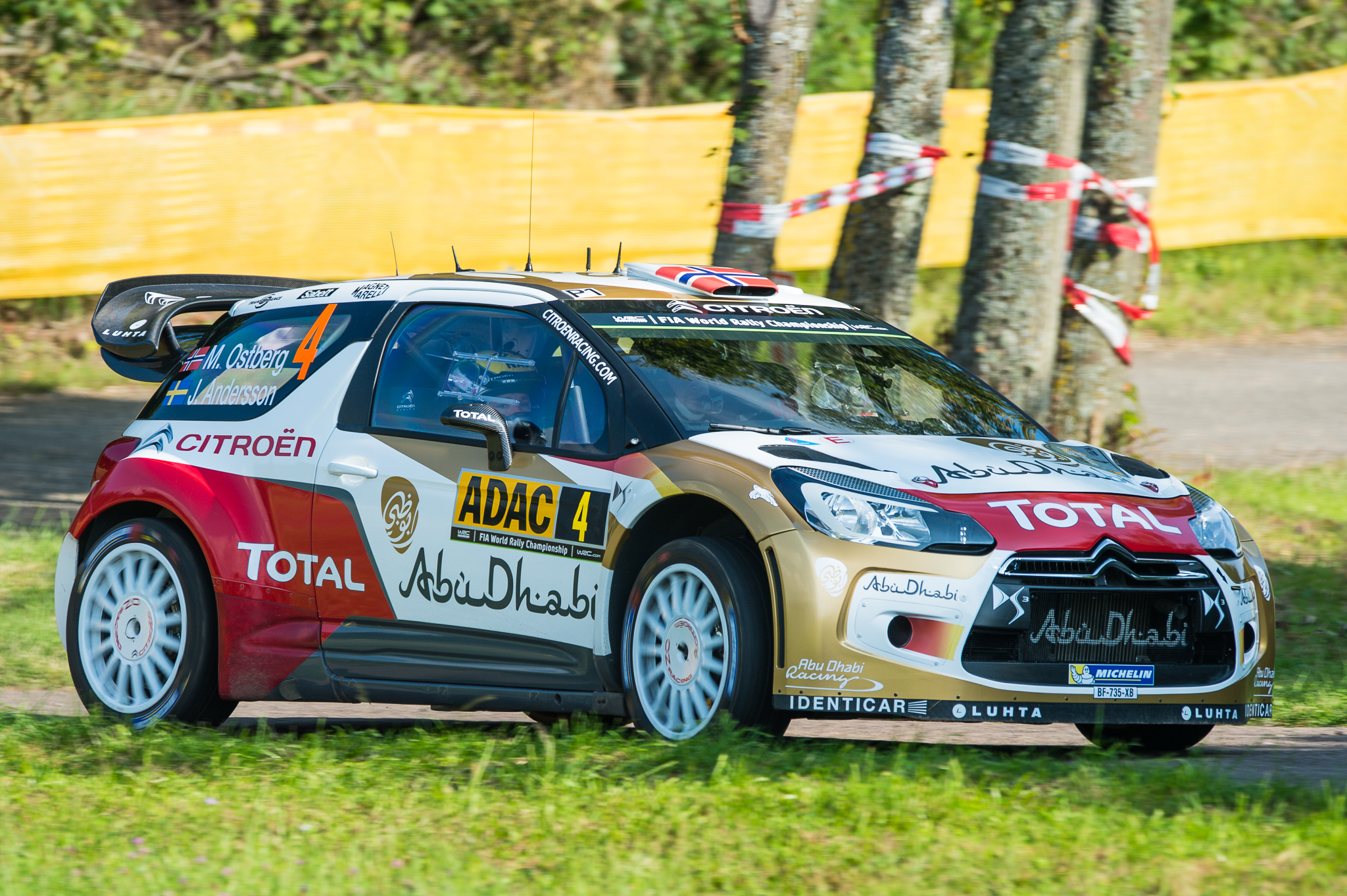
シトロエン・DS3 WRC

- シトロエンはレギュレーションの変更に伴い2017年の車両開発に注力するため2016年シーズンはファクトリーチームとしての参戦を行わない[34]。しかしながら、何戦かはプライベイターとしてシトロエン・DS3 WRCで参戦を行う[35]。シトロエンは2006年も当時のクサラ WRCの開発が終了し、後継のC4 WRCを開発するためにワークス参戦から撤退している。
- 中国のタイヤメーカーDMACKは、2013年から15年にかけて何戦かのWRCおよびWRC-2イベントに参加した後、2016年シーズンはマニファクチャラーチームのスポンサーとしてフル参戦する[24]。チームはフォード・フィエスタ RS WRCを使用し、マシンはMスポーツがメンテナンスを行う。

### ドライバーの変更
- エルフィン・エバンスは2年間所属したMスポーツ・ワールドラリーチームから離脱した[22]。
- マッズ・オストベルグはシトロエンを離れ、2013年まで所属していたMスポーツ・ワールドラリーチームに復帰した。チームメイトにはトヨタのテストドライバーであったエリック・カミリが起用される[36]。カミリは2015年シーズン、WRC-2にパートタイム参戦しており、WRCへの参戦はこれが初となる[35][22]。
- 2015年シーズンにヒュンダイからパート参戦したヘイデン・パッドンは2016年はフル参戦する[17][18]。ヒュンダイの開発ドライバー、ケヴィン・アブリングはパドンに代わってパート参戦する[19]。
- オィット・タナックはMスポーツ・ワールドラリーチームを離脱し、DMACKワールドラリーチームに復帰する[24]。タナックは2014年シーズン、同チームから数戦に参加している。

## 参照
1. ↑  "VW、19年までWRC参戦確定。取締役会がプラン承認". AUTOSPORT.web.（2016年3月11日）2017年2月28日閲覧。
2. ↑  "フォルクスワーゲン、16年限りのWRC撤退を正式発表！ カスタマースポーツに集中". AUTOSPORT.web.（2016年11月2日）2017年2月28日閲覧。
3. ↑  "「選手権がジョークのように感じられる」とオジエ。WRCの出走順規定を批判". AUTOSPORT.web.（2016年6月9日）2017年2月28日閲覧。
4. ↑  “2016 FIA World Rally Championship Calendar”. fia.com.   Fédération Internationale de l'Automobile (2015年11月3日). 2015年12月20日閲覧。
5. ↑  “WRC 2016 dates confirmed”. WRC.com 2015年11月3日閲覧。
6. 1 2  “WRC 2016 dates & surfaces”. eWRC-results.com 2015年11月3日閲覧。
7. ↑  “China on provisional WRC calendar”. autosport.com (Haymarket Publications) 2015年11月5日閲覧。
8. ↑  “Rally GB secures WRC future”. Autosport.com (Haymarket Publications). (2015年8月5日) 2015年8月5日閲覧。
9. ↑  "ラリー・チャイナ開催中止が正式決定。大雨の傷あと大きく". AUTOSPORT.web.（2016年8月17日）2017年2月28日閲覧。
10. ↑  “Volkswagen's WRC programme secure”. WRC Promoter GmbH. (2015年10月1日) 2015年10月19日閲覧。
11. ↑  “Ogier Contract: 'A Simple Decision'”. WRC.com (World Rally Championship) 2015年11月26日閲覧。
12. 1 2 3 4 5  “Rally Monte Carlo entry list”. eWRC-results.com 2015年12月3日閲覧。
13. ↑  “VW promises Latvala seat is safe”. Autosport.com (Haymarket Publications) 2015年8月5日閲覧。
14. 1 2  “Mikkelsen pens new Volkswagen deal”. Autosport.com (Haymarket Publications) 2015年8月5日閲覧。
15. ↑  “Jaeger replaces Fløene alongside Mikkelsen”. WRC.com (World Rally Championship) 2015年12月8日閲覧。
16. ↑  “Hyundai's 2016 car previewed”. WRC Promoter GmbH. (2015年9月16日) 2015年10月19日閲覧。
17. 1 2 3 4  “Hayden Paddon secures Hyundai WRC future”. speedcafe.com. (2015年10月19日) 2015年10月20日閲覧. "While there has been speculation about whether Neuville will leave the squad, he along with experienced Spaniard Dani Sordo remain under contract with Hyundai next year."
18. 1 2  “Paddon gets three-year deal with Hyundai”. WRC Promoter GmbH. (2015年10月19日) 2015年10月19日閲覧。
19. 1 2  “Mixed 2016 Plan for Abbring”. WRC.com (World Rally Championship) 2015年11月26日閲覧。
20. ↑   “Official Site Sebastian Marshall”. Sebastian Marshall (Sebastian Marshall) 2015年12月9日閲覧。
21. ↑  “Tänak uncertain of 2016 plans”. WRC Promoter GmbH 2015年10月19日閲覧。
22. 1 2 3 4  “Østberg and Camili join M-Sport”. WRC.com (World Rally Championship) 2015年11月30日閲覧。
23. ↑  “Ola Floene is Mads Ostberg’s new co-driver!”. madsostberg.no (Mads Østberg official site) 2015年12月7日閲覧。
24. 1 2 3 4 5  “Tänak to DMACK in 2016”. wrc.com (WRC Promoter). (2015年11月27日) 2015年11月27日閲覧。
25. 1 2 3 4 5  “Craig Breen added to private-run Citroen 2016 WRC line-up”. Autosport.com (Haymarket Publications) 2015年12月18日閲覧。
26. 1 2 3  “Meeke, Lefebvre and Breen join DS 3 squad”. WRC Promoter GmbH. (2015年12月18日) 2015年12月22日閲覧。
27. 1 2 3 4 5 6 7  “Rallye Montecarlo Entry List”. ewrc-results.com. (2015年12月30日) 2015年12月30日閲覧。
28. 1 2  “Rally RACC Catalunya Entry List”. ewrc-results.com (ewrc-results.com) 2016年9月24日閲覧。
29. ↑  “BRC Racing Team at Rallye Montecarlo”. brc.it. (2016年1月7日).  オリジナルの2016年1月15日時点におけるアーカイブ。 2016年1月7日閲覧。
30. ↑  “Ex-F1 driver Robert Kubica contest WRC season opener in Monte Carlo” 2015年12月26日閲覧。
31. 1 2  “Rally Mexico Entry List” 2016年2月16日閲覧。
32. 1 2  “Fresh start for Bertelli in 2016” 2015年12月26日閲覧。
33. 1 2 3 4 5 6  “Rally Italia Sardegna Entry List”. ewrc-results.com. (2016年5月19日) 2016年5月21日閲覧。
34. ↑  “Citroën commits to WRC future”. (2015年11月19日) 2015年11月19日閲覧。
35. 1 2  “Citroën elects to sit out 2016 WRC season”. speedcafe.com. (2015年11月19日) 2015年11月20日閲覧。
36. ↑  “M-Sport reveal shock 2015 driver line-up”. speedcafe.com. (2015年11月30日) 2015年12月1日閲覧。